# Ernst Fromm (sen.)
Hermann Ernst Tobi Friedrich Fromm (* 30. November 1822 in Bensberg; † 15. April 1891 in Etterzhausen) war ein deutscher Oberingenieur, der 1854 zum Leiter des ersten  Eisenhüttenwerks im Königreich Bayern bestellt wurde, das bis 1987 Bestand hatte. Er plante auch die zugehörige Werkssiedlung.

## Leben
Fromm wurde 1822 als Sohn des Forstinspektors Wilhelm Fromm geboren. Im Jahr 1851 gründeten die belgischen Unternehmer Telemaque Michiel und Henry Goffard nach Kohle- und Erzfunden im Sauforst bei Burglengenfeld ein Hüttenunternehmen. 1853 verließ Michiels die Gesellschaft und es entstand unter der Leitung von Goffard die Eisenwerk-Gesellschaft Maximilians-Hütte. Die Leitung des Unternehmens wurde dem Oberingenieur Ernst Fromm (senior) übertragen, der auch die Bauplanung für ein Eisenhüttenwerk übernahm und das Werk im Sauforst erbauen ließ. Nach der Werksgründung betrieb Fromm auch den Bau einer Werkssiedlung mit Häusern und Wohnungen in Ein- oder Mehrfamilienhäusern für die Arbeiter und in Villen für höhere Angestellte. Die entstandenen Gebäude und Sozialbauten mit Kirchen, Parkanlagen, Gasthof und Friedhof waren die Grundlage zur Entstehung der heutigen Stadt Maxhütte-Haidhof.
Die Herkunft von Ernst Fromm (sen.) aus der Familie eines Forstinspektors lässt vermuten, dass er eine enge Beziehung und einen besonderen Zugang zur Natur hatte, was sich bei den ihm übertragenen Planungen der Anlagen von Werk und zugehöriger Siedlung für Arbeiter, Meister, Angestellte und Werksbeamte (Direktoren) auswirkte. Als Ausgleich zu dem der Siedlung unmittelbar benachbarten Eisenhüttenbetrieb, einem Industriebetrieb, der starke Emissionen verursachte, waren ihm die Grünanlagen in der entstehenden Werkssiedlung immer ein wichtiges Anliegen. Am Ende der Baumaßnahmen war nach Aussage eines zeitgenössischen Zeitungsartikels (Amberger Tagblatt Nr. 91 / 92, 20. April 1878) das „Eisenwerk in einem Kessel liegend von den prächtigsten und verschiedensten Parkanlagen  umschlossen“. Die gesamte Fläche der ehemaligen Parkanlage, die zwischen Werk und Siedlung liegt, ist heute als ökologische Ausgleichsfläche für ein Neubaugebiet eingetragen.
In den folgenden Jahren bis zu seinem Rücktritt im März 1886 leitete Ernst Fromm (sen.) das Werk Maxhütte-Haidhof, in dem Schienen für die geplanten Eisenbahnlinien in Bayern hergestellt werden sollten. Sein Sohn Ernst von Fromm (geb. 1. Juli 1854 in Sauforst / Maximilianshütte; gest. 20. Februar 1923 in Etterzhausen) übernahm 1886 die Leitung des Werkes. Während der Betrieb im Stammwerk unter Einsatz neu entwickelter Hüttentechnik weiterlief, wurde die Hauptverwaltung 1892 nach Sulzbach-Rosenberg verlegt, wo bereits 1887 ein modernes Fertigwalzwerk entstanden war.
Ernst Fromm (sen.) bewohnte mit seiner Familie die in dem großen Parkgelände der Werkssiedlung in Maxhütte-Haidhof in erhöht gelegene und im Stil des Spätklassizismus erbaute sogenannte Fromm-Villa, von der aus man einen Blick über das gesamte Werksgelände hatte.
Ein Zeichen für sein ausgeprägtes ästhetisches Empfinden war auch der Kauf von Schloss und Gut Etterzhausen als Altersruhesitz.
Ernst Fromm (sen.) starb am 15. April 1891 in Etterzhausen bei einem Jagdunfall und wurde in einer Gruft auf dem Friedhof in Nittendorf  beigesetzt. Sein Nachfolger als Werksleiter wurde sein Sohn Ernst Fromm (jun.), der 1916 vom bayerischen König Ludwig III. als Ritter vom Kronenorden in den Adelsstand erhoben wurde. Auch der Sohn und ebenfalls dessen Sohn Rüdiger bewohnten Schloss Etterzhausen.
Nach Ernst von Fromm ist heute in der Stadt Maxhütte-Haidhof eine Straße benannt.